# Liga das Nações da UEFA D de 2024–25
A Liga das Nações da UEFA D de 2024–25 é a quarta divisão da edição 2024–25 da Liga das Nações da UEFA, a quarta temporada da competição internacional de futebol envolvendo as seleções masculinas das 55 federações membros da UEFA.

## Formato
A Liga A consiste nos 16 membros da UEFA mais bem classificados na lista de acesso da Liga das Nações da UEFA de 2024–25, divididos em quatro grupos de quatro. Cada equipe jogará seis partidas em seu grupo, usando o formato round robin em casa e fora em jornadas duplas em setembro, outubro e novembro de 2024.
Em 25 de janeiro de 2023, o Comité Executivo da UEFA aprovou um formato modificado para a Liga das Nações após a fase da liga, com as seguintes alterações a serem implementadas na Liga A:
- Foi introduzida uma nova rodada das quartas de final a ser disputada em março de 2025, criando assim continuidade entre a fase da liga que termina em novembro de 2024 e as finais da Liga das Nações em junho de 2025.
- Os vencedores e segundos classificados de cada grupo avançarão para os quartos-de-final, ao contrário das edições anteriores onde apenas os vencedores dos grupos avançaram para as finais.
- Os quatro terceiros colocados da Liga A enfrentarão os quatro segundos colocados da Liga B nos play-offs de rebaixamento, que também foram introduzidos a partir desta temporada.

Os últimos colocados de cada grupo continuarão sendo rebaixados diretamente para a Liga B, enquanto os terceiros colocados competirão contra os vice-campeões da Liga B para determinar sua permanência na Liga A na próxima temporada ou seu rebaixamento para a Liga das Nações C da UEFA de 2026–27. Os play-offs de rebaixamento serão disputados em casa e fora em duas mãos em março de 2025, com os terceiros colocados da Liga A sediando a segunda mão.
As quartas de final também serão disputadas em casa e fora, em duas partidas. Em cada eliminatória, os vencedores dos grupos enfrentarão um segundo classificado de um grupo diferente, sendo o vencedor do grupo o anfitrião da segunda mão. Os quatro vencedores das quartas de final avançarão para as finais.
As finais da Liga das Nações mantêm o formato anterior, que é disputado em mata-mata em junho de 2025, composto por semifinais, play-off do terceiro lugar e final. Os pares semifinais serão determinados por sorteio aberto. O país anfitrião será seleccionado pelo Comité Executivo da UEFA, de preferência organizado por uma das equipas participantes, sendo os vencedores da final coroados campeões da UEFA Nations League.
Em todas as eliminatórias a duas mãos, a equipa que marcar mais golos no total é a vencedora. Se o placar agregado estiver empatado, a prorrogação será disputada sem a regra dos gols fora de casa . Se o placar permanecer igual após a prorrogação, uma disputa de pênaltis será usada para decidir o vencedor.

## Equipes
As 16 equipes da Liga A incluem as 12 melhores equipes da classificação geral da Liga A de 2022–23 e quatro equipes promovidas da Liga B de 2022–23 .

### Mudanças de equipe
A seguir foram as mudanças de equipe da Liga A da temporada 2022–23 : 
| Rebaixados da Liga das Nações da UEFA C de 2024–25 |
| -------------------------------------------------- |
| - Gibraltar ou Lituânia                            |

| Promovidos para Liga das Nações da UEFA C de 2024–25 |
| ---------------------------------------------------- |
| - Estónia - Letónia                                  |

### Chaveamento
Na lista de acesso de 2024–25, a UEFA classificou as equipes com base na classificação geral da Liga das Nações de 2022–23 , considerando a promoção e o rebaixamento entre as ligas e os resultados das Finais da Liga das Nações da UEFA de 2023. Os potes de classificação para a fase da liga foram confirmados em 2 de dezembro de 2023,  e foram baseados na classificação da lista de acesso.
| Seleção               | Rank |
| --------------------- | ---- |
| Gibraltar ou Lituânia | 49   |
| Moldávia              | 50   |

| Seleção       | Rank |
| ------------- | ---- |
| Malta         | 51   |
| Andorra       | 52   |
| San Marino    | 53   |
| Liechtenstein | 54   |

## Grupos
A lista de jogos foi confirmada pela UEFA em 9 de fevereiro de 2024, dia seguinte ao sorteio. 
Os horários são CET / CEST ,  conforme listado pela UEFA (os horários locais, se diferentes, estão entre parênteses).

### Grupo 1
| Pos | Equipe         | Pts | J | V | E | D | GP | GC | SG | Classificação ou descenso               |  | SMR | GIB | LIE |
| --- | -------------- | --- | - | - | - | - | -- | -- | -- | --------------------------------------- |  | --- | --- | --- |
| 1   | San Marino (P) | 7   | 4 | 2 | 1 | 1 | 5  | 3  | +2 | Promoção para Liga C                    |  | —   | 1–1 | 1–0 |
| 2   | Gibraltar      | 6   | 4 | 1 | 3 | 0 | 4  | 3  | +1 | Qualificação para play-offs de promoção |  | 1–0 | —   | 2–2 |
| 3   | Liechtenstein  | 2   | 4 | 0 | 2 | 2 | 3  | 6  | −3 |                                         |  | 1–3 | 0–0 | —   |

| 5 de setembro | San Marino  | 1 – 0     | Liechtenstein | Estádio Olímpico de San Marino, Serravalle |
| 20:45         | Sensoli 53' | Relatório |               | Público: 914 Árbitro: LVA Andris Treimanis |

| 8 de setembro | Gibraltar                 | 2 – 2     | Liechtenstein              | Europa Point Stadium, Ponta Europa      |
| 18:00         | Walker 8' · Scanlon 90+7' | Relatório | Saglam 53' · Hasler 90+14' | Público: 681 Árbitro: EST Kristo Tohver |

| 10 de outubro | Gibraltar  | 1 – 0     | San Marino | Europa Point Stadium, Ponta Europa    |
| 20:45         | Britto 62' | Relatório |            | Público: 677 Árbitro: GER Felix Zwaye |

| 13 de outubro | Liechtenstein | 0 – 0     | Gibraltar | Rheinpark Stadion, Vaduz                   |
| 18:00         |               | Relatório |           | Público: 1 510 Árbitro: ROU Horațiu Feșnic |

| 15 de novembro | San Marino         | 1 – 1     | Gibraltar         | Estádio Olímpico de San Marino, Serravalle |
| 20:45          | Nanni 90+2' (pen.) | Relatório | Walker 11' (pen.) | Público: 1 324 Árbitro: CRO Igor Pajac     |

| 18 de novembro | Liechtenstein | 1 – 3     | San Marino                                     | Rheinpark Stadion, Vaduz                    |
| 20:45          | Sele 40' ·    | Relatório | Lazzari 46' · Nanni 66' (pen.) · Golinucci 76' | Público: 1 157 Árbitro: FRA Jérémie Pignard |

### Grupo 2
| Pos | Equipe       | Pts | J | V | E | D | GP | GC | SG | Classificação ou descenso               |  | MDA | MLT | AND |
| --- | ------------ | --- | - | - | - | - | -- | -- | -- | --------------------------------------- |  | --- | --- | --- |
| 1   | Moldávia (P) | 9   | 4 | 3 | 0 | 1 | 5  | 1  | +4 | Promoção para Liga C                    |  | —   | 2–0 | 2–0 |
| 2   | Malta        | 7   | 4 | 2 | 1 | 1 | 2  | 2  | 0  | Qualificação para play-offs de promoção |  | 1–0 | —   | 0–0 |
| 3   | Andorra      | 1   | 4 | 0 | 1 | 3 | 0  | 4  | −4 |                                         |  | 0–1 | 0–1 | —   |

| 7 de setembro       | Moldávia                               | 2 – 0     | Malta | Estádio Zimbru, Quixinau                   |
| 18:00 (19:00 UTC+3) | Caimacov 32' · Nicolaescu 45+4' (pen.) | Relatório |       | Público: 6 142 Árbitro: UKR Mykola Balakin |

| 10 de setembro | Andorra | 0 – 1     | Malta         | Estádio Nacional, Andorra                   |
| 20:45          |         | Relatório | Camenzuli 45' | Público: 812 Árbitro: SWE Mohammed Al-Hakim |

| 10 de outubro       | Moldávia                    | 2 – 0     | Andorra | Estádio Zimbru, Quixinau                    |
| 20:45 (21:45 UTC+3) | Ioniță 31' · Cojocaru 90+5' | Relatório |         | Público: 6 442 Árbitro: SRB Miloš Milanović |

| 13 de outubro | Malta            | 1 – 0     | Moldávia | Estádio Nacional, Ta' Qali              |
| 18:00         | Teuma 87' (pen.) | Relatório |          | Público: 5 754 Árbitro: ENG John Brooks |

| 16 de novembro | Andorra | 0 – 1     | Moldávia         | Estádio Nacional, Andorra               |
| 18:00          |         | Relatório | Postolachi 90+2' | Público: 984 Árbitro: KAZ Bulat Sariyev |

| 19 de novembro | Malta | 0 – 0     | Andorra | Estádio Nacional, Ta' Qali               |
| 20:45          |       | Relatório |         | Público: 3 142 Árbitro: BIH Luka Bilbija |